# Acantholycosa zinchenkoi
Acantholycosa zinchenkoi Marusik, Azarkina & Koponen, 2004 è un ragno appartenente alla famiglia Lycosidae.

## Etimologia
Il nome della specie è in onore del signor V. Zinchenko di Novosibirsk, che raccolse gli esemplari.

## Caratteristiche
L'olotipo maschile rinvenuto ha lunghezza totale è di 7,50-7,80mm; la lunghezza del cefalotorace è di 3,75-4,05mm; e la larghezza è di 3,00-3,25mm.

## Distribuzione
La specie è stata reperita nella Russia centrale: l'olotipo maschile è stato rinvenuto a circa 2100-2500 metri di altitudine, nella parte meridionale dei monti Katun, appartenenti alla sezione russa dei Monti Altaj.

## Tassonomia
Appartiene al mordkovitchi-group, le cui caratteristiche peculiari sono: una consistente apofisi terminale troncata alla punta e un'apofisi tegolare con la parte terminale estesa retrolateralmente.
Al 2016 non sono note sottospecie e dal 2004 non sono stati esaminati nuovi esemplari.